# Dispur
Dispur (bengálsky দিসপুর, ásámsky দিছপুৰ) je hlavní město Ásámu, jednom ze svazových států Indie, ovšem zároveň je jen jednou z městských částí Guváhátí.
Samotný Dispur má jen bezmála jedenáct tisíc obyvatel (k roku 2012), zatímco celé Guváhátí jich má bezmála milión (k roku 2011). Hlavním městem je od roku 1972, kdy bylo původní hlavní město Šilaung odděleno se značnou částí území od Ásámu, aby tím vznikl nový stát Méghálaja. Dispur leží přibližně pět kilometrů jihovýchodně od centra Guváhátí (a tedy i břehu Brahmaputry) a zhruba ve stejné vzdálenosti severně od hranice s Méghálajou.